# Филипа Антиохийска
Филипа Антиохийска (1148 – 1178) е принцеса от Антиохийското княжество, сеньора на Торон чрез брака си с Онфруа II дьо Торон и любовница на Андроник I Комнин.

## Ранен живот и семейство
Филипа е по-малката дъщеря на антиохийската принцеса Констанс и нейния първи съпруг Раймон дьо Поатие. Филипа е сестра на антиохийския княз Боемунд III Антиохийски и на византийската императрица Мария Антиохийска, съпругата на император Мануил I Комнин. През 1149 г. баща ѝ умира в битката при Инаб, а майка ѝ се омъжва повторно през 1153 г. за Рено дьо Шатийон. От този брак се ражда поне една дъщеря, Агнес, която е омъжена за унгрския крал Бела III.
Филипа среща Андроник I Комнин в двора на Антиохийското княжество. Пленена от него, тя е прелъстена и става негова любовница от 1161 г. до 1167 г.
След като е изоставена от Андроник, Филипа се омъжва за Онфруа II дьо Торон, конетабъл на Йерусалимското кралство. Тя и Онфруа обаче нямат деца. Филипа умира през 1178 г. на около тридесет години. Погребана е в църквата „Света Богородица“ в долината Йосафат.

## Цитирани източници
- Hamilton, Bernard, Jotischky, Andrew. Latin and Greek Monasticism in the Crusader States.   Cambridge University Press, 2020.
- Hatzaki, Myrto. Beauty and the Male Body in Byzantium: Perceptions and Representations in Art and Text.   Springer, 2009.
- Hodgson, Natasha R. Women, Crusading and the Holy Land in Historical Narrative.   The Boydell Press, 2007.
- Mielke, Christopher. The Archaeology and Material Culture of Queenship in Medieval Hungary, 1000–1395.   Palgrave Macmillan, 2021.
- Runciman, Steven. A History of the Crusades. Т. 2: The Kingdom of Jerusalem and the Frankish East, 1100-1187.   Cambridge University Press, 1999.
- Tyerman, Christopher. God's War: A New History of the Crusades.   Harvard University Press, 2006.

|  | Тази страница частично или изцяло представлява превод на страницата Philippa of Antioch в Уикипедия на английски. Оригиналният текст, както и този превод, са защитени от Лиценза „Криейтив Комънс – Признание – Споделяне на споделеното“, а за съдържание, създадено преди юни 2009 година – от Лиценза за свободна документация на ГНУ. Прегледайте историята на редакциите на оригиналната страница, както и на преводната страница, за да видите списъка на съавторите. ВАЖНО: Този шаблон се отнася единствено до авторските права върху съдържанието на статията. Добавянето му не отменя изискването да се посочват конкретни източници на твърденията, които да бъдат благонадеждни. |